# رولز-رویس کوندور
رولز-رویس کوندور (به انگلیسی: Rolls-Royce Condor) یک موتور هواگرد ساختِ کارخانهٔ رولز-رویس لیمیتد در کشور بریتانیا است.